# Шахматово (Курганская область)
Шахматово — деревня в Шадринском районе Курганской области России. До преобразования в декабре 2021 года муниципального района в муниципальный округ входила в состав Чистопрудненского сельсовета.

## География
Деревня находится на северо-западе Курганской области, в пределах юго-западной части Западно-Сибирской равнины, в лесостепной зоне, на правом берегу реки Барневы, на расстоянии примерно 11 километров (по прямой) к юго-востоку от города Шадринска, административного центра района. Абсолютная высота — 83 метра над уровнем моря.

### Климат
Климат характеризуется как резко континентальный, с холодной продолжительной малоснежной зимой и тёплым сухим летом. Средняя температура воздуха самого холодного месяца (января) составляет −18 °C (абсолютный минимум — −50 °С); самого тёплого месяца (июля) — 18 °C (абсолютный максимум — 41 °С). Безморозный период длится 192—196 дней. Годовое количество атмосферных осадков — 320—470 мм, из которых большая часть выпадает в тёплый период. Продолжительность периода с устойчивым снежным покровом равна 150—160 дням.
Часовой пояс
Деревня Шахматово, как и вся Курганская область, находится в часовой зоне МСК+2. Смещение применяемого времени относительно UTC составляет +5:00.

## История
До 1917 года в составе Барнëвской волости Шадринского уезда Пермской губернии. По данным на 1926 год село Шахматовское состояло из 185 хозяйств. В административном отношении являлось центром Шахматовского сельсовета Шадринского района Шадринского округа Уральской области.

## Население
| 1989 | 2002 | 2010 | 2011 | 2013 | 2014 | 2015 |
| ---- | ---- | ---- | ---- | ---- | ---- | ---- |
| 241  | ↗255 | ↘197 | ↗219 | ↗220 | →220 | ↘205 |

По данным переписи 1926 года в селе проживало 961 человек (456 мужчин и 505 женщин), в том числе: русские составляли 100 % населения.

### Гендерный состав
По данным Всероссийской переписи населения 2010 года в гендерной структуре населения мужчины составляли 49,7 %, женщины — соответственно 50,3 %.

### Национальный состав
Согласно результатам Всероссийской переписи населения 2002 года, в национальной структуре населения русские составляли 97 %.